# Orangeville (Ohio)
Orangeville é uma vila localizada no estado norte-americano de Ohio, no Condado de Trumbull.

## Demografia
Segundo o censo norte-americano de 2000, a sua população era de 189 habitantes.
Em 2006, foi estimada uma população de 184, um decréscimo de 5 (-2.6%).

## Geografia
De acordo com o United States Census Bureau tem uma área de
2,9 km², dos quais 2,1 km² cobertos por terra e 0,8 km² cobertos por água. Orangeville localiza-se a aproximadamente 321 m acima do nível do mar.

## Localidades na vizinhança
O diagrama seguinte representa as localidades num raio de 16 km ao redor de Orangeville.